# Distretto di Aquila
Il distretto di Aquila fu una delle suddivisioni amministrative del Regno delle Due Sicilie, subordinate alla provincia di Abruzzo Ulteriore Secondo, soppressa nel 1860.

## Istituzione e soppressione
Fu costituito nel con la legge 132 del 1806 Sulla divisione ed amministrazione delle province del Regno, varata l'8 agosto di quell'anno da Giuseppe Bonaparte. Con l'occupazione garibaldina e annessione al Regno di Sardegna del 1860 l'ente fu soppresso.

## Suddivisione in circondari
Il distretto era suddiviso in successivi livelli amministrativi gerarchicamente dipendenti dal precedente. Al livello immediatamente successivo, infatti, individuiamo i circondari, che, a loro volta, erano costituiti dai comuni, l'unità di base della struttura politico-amministrativa dello Stato moderno. A questi ultimi potevano far capo le ville, centri a carattere prevalentemente rurale. I circondari del distretto di Aquila ammontavano a nove ed erano i seguenti:
- Circondario di Aquila:
Aquila (con le ville di Collebrincioni, Coppito), Bagno (con la villa di Monticchio), Ocre, Roio;
- Circondario di Paganica e San Gregorio:
Paganica e San Gregorio (con le ville di Bazzano, Onna, Tempera), Camarda (con le ville di Aragno, Assergi, Filetto, Pesco Maggiore)
- Circondario di Barisciano:
Barisciano (con la villa di Picenze), Calascio (con la villa di Rocca Calascio), Casteldelmonte, Poggio Picenze, San Pio delle Camere (con la villa di Castelnuovo), Santo Stefano;
- Circondario di Capestrano:
Capestrano, Bussi, Carapelle Calvisio (con la villa di Castelvecchio Carapelle), Collepietro (con la villa di San Benedetto in Perillis), Navelli (con le ville di Caporciano e  Civitaretenga), Ofena (con la villa di Villa Santa Lucia);
- Circondario di Acciano:
Acciano,  Casteldieri (con la villa di Goriano Sicoli), Goriano Valli (con la villa di Molina), Secinaro;
- Circondario di San Demetrio:
San Demetrio (con la villa di Stiffe), Fagnano (con le ville di Bominaco e Campana), Fontecchio (con la villa di Santa Maria del Ponte), Fossa, Prata (con le ville di San Nicandro, Tussio), Rocca di Mezzo (con le ville di Fontavignone,  Rocca di Cambio, Rovere, Terranera), Sant'Eusanio (con la villa di Casentino), Tione, Villa Sant'Angelo (con la villa di Tussillo);
- Circondario di Sassa:
Sassa (con la villa di Poggio Santa Maria), Lucoli, Preturo (con la villa di Forcella), Scoppito (con la villa di Civitatomassa), Tornimparte (con la villa di Rocca Santo Stefano);
- Circondario di Pizzoli:
Pizzoli (con la villa di San Vittorino), Arischia, Barete, Cagnano;
- Circondario di Montereale:
Montereale (con le ville di Aringo, Busci, Casarene, Castelpaganica, Castiglione, Cavagnano, Cavallari, Cesaprobe, Cesariano, Civitella, Colle, Collecalvo, Colleverrico, Fano, Gabia, Marano, Marignano, Paganica, Pellescritta, San Giovanni, Santa Lucia, Santa Maria in Pantanis, Santa Vittoria, San Vito, Verrico), Capitignano (con le ville di Agnato, Collenoveri, Mopolino, Pago, Paterno, Sivignato), Campotosto (con le ville di Mascioni, Poggio Cancelli).